# Paczółtowice
Paczółtowice is een plaats in het Poolse district Krakowski, woiwodschap Klein-Polen. De plaats maakt deel uit van de gemeente Krzeszowice en telt 784 inwoners.